# Eriosyce laui
Eriosyce laui är en art inom trattkaktussläktet och familjen kaktusväxter, som har sin naturliga utbredning i Chile.

## Beskrivning
E. laui är en klotformad blekgrön kaktus som blir upp till 3 centimeter i diameter. Den har en pålrot som blir upp till 15 centimeter lång. Den är uppdelad i mängd åsar som är uppdelade i 5 millimeter stora vårtor. På vårtorna sitter tunna, vita, nållika taggar som inte går att dela in i centraltaggar och radiärtaggar. De blir 9 till 13 till antalet och 9 millimeter långa. Blommorna är smalt trattformade, svavelgula, och de blir 20 millimeter långa och 15 millimeter i diameter. Frukten blir upp till 35 millimeter stor, uppblåst som en ballong och blekt rosa då den är mogen. Fröna blir upp till 2 millimeter stora.

## Synonymer
Rimacactus laui (Lüthy) Mottram 2001